# Cerastium pyrenaicum
Cerastium pyrenaicum är en nejlikväxtart som beskrevs av Claude Gay. Cerastium pyrenaicum ingår i släktet arvar, och familjen nejlikväxter. Inga underarter finns listade i Catalogue of Life.

## Bildgalleri

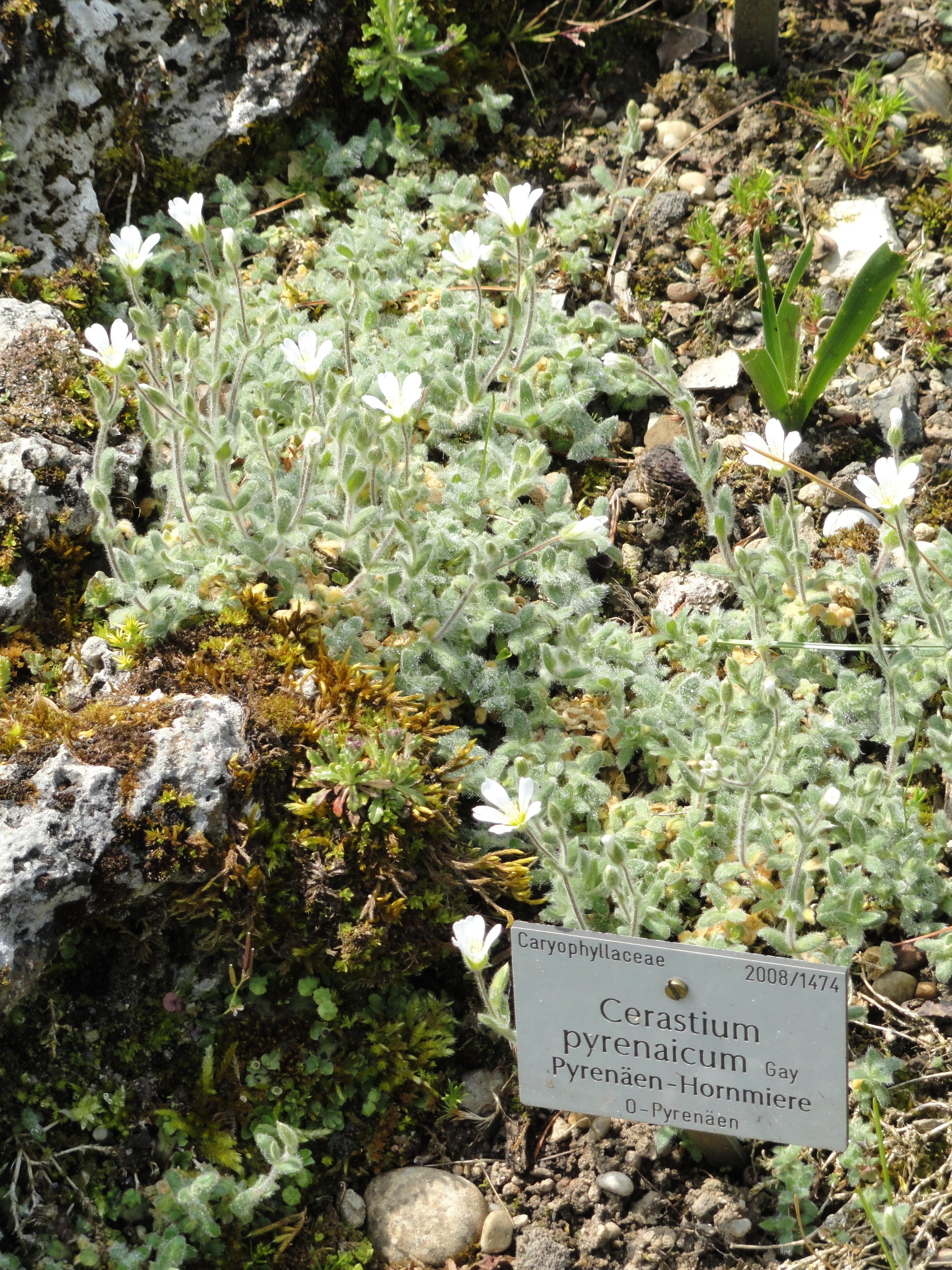